# 賴林根
赖林根是德国巴登-符腾堡州的一个市镇，位於曼海姆以南和東南。

## 友好城市
- 法國 雅尔若